# Canton d'Avignon-2
Le canton d'Avignon-2 est une circonscription électorale française située dans le département de Vaucluse, en région Provence-Alpes-Côte d'Azur.

## Histoire
Un nouveau découpage territorial de Vaucluse entre en vigueur à l'occasion des premières élections départementales suivant le décret du 25 février 2014. Les conseillers départementaux sont, à compter de ces élections, élus au scrutin majoritaire binominal mixte. Les électeurs de chaque canton élisent au Conseil départemental, nouvelle appellation du Conseil général, deux membres de sexe différent, qui se présentent en binôme de candidats. Les conseillers départementaux sont élus pour 6 ans au scrutin binominal majoritaire à deux tours, l'accès au second tour nécessitant 12,5 % des inscrits au 1er tour. En outre la totalité des conseillers départementaux est renouvelée. Ce nouveau mode de scrutin nécessite un redécoupage des cantons dont le nombre est divisé par deux avec arrondi à l'unité impaire supérieure si ce nombre n'est pas entier impair, assorti de conditions de seuils minimaux. En Vaucluse, le nombre de cantons passe ainsi de 24 à 17.
Le canton d'Avignon-2 est formé d'une fraction de la commune d'Avignon. Il est entièrement inclus dans l'arrondissement d'Avignon. Le bureau centralisateur est situé à Avignon.

## Représentation
| Période élective | Période élective | Mandat | Mandat   | Identité                  | Nuance | Nuance | Qualité                                                |
| ---------------- | ---------------- | ------ | -------- | ------------------------- | ------ | ------ | ------------------------------------------------------ |
| 2015             | 2021             | 2015   | 2021     | Sylvie Fare               |        | EELV   | Sophrologue-Relaxologue, Avignon                       |
| 2015             | 2021             | 2015   | 2021     | Sylvain Iordanoff         |        | LREM   | Juriste consultant international, Avignon              |
| 2021             | 2028             | 2021   | en cours | Laurence Lefèvre          |        | DVG    | Ancienne chef d'entreprise Adjointe au maire d'Avignon |
| 2021             | 2028             | 2021   | en cours | Fabrice Martinez-Tocabens |        | DVG    | Commerçant Adjoint au maire d'Avignon                  |

### Résultats détaillés

#### Élections de mars 2015
À l'issue du 1er tour des élections départementales de 2015, deux binômes sont en ballottage : Sylvie Fare et Sylvain Iordanoff (EÉLV, 38,21 %) et Aimé Gallo et Anne-Sophie Rigault (FN, 31,27 %). Le taux de participation est de 51,1 % (10 791 votants sur 21 119 inscrits) contre 54,43 % au niveau départemental et 50,17 % au niveau national.
Au second tour, Sylvie Fare et Sylvain Iordanoff (EÉLV) sont élus avec 58,69 % des suffrages exprimés et un taux de participation de 53,86 % (6 141 voix pour 11 374 votants et 21 119 inscrits).
En 2017, Sylvain Iordanoff co-fonde un groupe La République en marche au conseil départemental de Vaucluse.

#### Élections de juin 2021
Le premier tour des élections départementales de 2021 est marqué par un très faible taux de participation (33,26 % au niveau national). Dans le canton d'Avignon-2, ce taux de participation est de 32,28 % (6 797 votants sur 21 059 inscrits) contre 34,94 % au niveau départemental. À l'issue de ce premier tour, deux binômes sont en ballottage : Jean-François Mattei et Carole Montagnac (RN, 28,88 %) et Laurence Lefevre et Fabrice Martinez-Tocabens (DVG, 23,32 %).
Le second tour des élections est marqué une nouvelle fois par une abstention massive équivalente au premier tour. Les taux de participation sont de 34,36 % au niveau national, 38,18 % dans le département et 35,88 % dans le canton d'Avignon-2. Laurence Lefevre et Fabrice Martinez-Tocabens (DVG) sont élus avec 63,61 % des suffrages exprimés (4 474 voix pour 7 559 votants et 21 066 inscrits),,.

## Composition
Le canton d'Avignon-2 comprend la partie de la commune d'Avignon située au nord d'une ligne définie par l'axe des voies et limites suivantes : depuis la limite territoriale de la commune des Angles, ligne de chemin de fer d'Avignon à Miramas, canal de Champfleury depuis son extrémité, avenue Eisenhower, avenue Étienne-Martelange, avenue Monclar, rue Universelle, place Saint-Ruf, avenue Saint-Ruf, ligne de chemin de fer d'Avignon à Miramas, ligne de chemin de fer de Paris à Marseille, avenue de la Folie, ligne droite perpendiculaire à la rue Konrad-Adenauer, rue Konrad-Adenauer, rue Emile-Picard, rue des Frères-Lumière, chemin du Pont-des-Deux-Eaux, avenue de la Folie, rue Vincent-Van-Gogh, rue Jean-Claude-Cundier, ligne droite dans le prolongement de la rue Jean-Claude-Cundier jusqu'à la rue Mélinée-et-Missak-Manouchian, avenue de la Folie, rond-point, rue Pierre-Mendès-France, rond-point, avenue de l'Amandier, carrefour de Réalpanier, jusqu'à la limite territoriale de la commune du Pontet.
| Nom                             | Code Insee | Intercommunalité | Superficie (km2) | Population (dernière pop. légale)                | Densité (hab./km2) | Modifier                                    |
| ------------------------------- | ---------- | ---------------- | ---------------- | ------------------------------------------------ | ------------------ | ------------------------------------------- |
| Avignon (bureau centralisateur) | 84007      | CA Grand Avignon | 64,91            | Fraction : 32 921 (2022) Commune : 91 760 (2022) | 1 414              | modifier les données · modifier les données |
| Canton d'Avignon-2              | 8403       |                  |                  | 32 921 (2022)                                    |                    | modifier les données                        |

## Démographie
En 2022, le canton comptait 32 921 habitants, en évolution de −2,15 % par rapport à 2016 (Vaucluse : +1,73 %, France hors Mayotte : +2,11 %).
| 2013   | 2018   | 2022   |
| ------ | ------ | ------ |
| 33 560 | 32 567 | 32 921 |